# Штруковец
Штруковец (до 1991. године Струковец) је насељено место у саставу града Мурског Средишћа у Међимурској жупанији, Хрватска. До територијалне реорганизације у Хрватској налазио се у саставу старе општине Чаковец.

## Становништво
На попису становништва 2011. године, Штруковец је имао 339 становника.

## Попис1991.
На попису становништва 1991. године, насељено место Струковец је имало 434 становника, следећег националног састава:
| Попис 1991.‍  | Попис 1991.‍  | Попис 1991.‍ | Попис 1991.‍ | Попис 1991.‍ |
| ------------ | ------------ | ----------- | ----------- | ----------- |
|              |              |             |             |             |
| Хрвати       | Хрвати       |             | 399         | 91,93%      |
| Словенци     | Словенци     |             | 7           | 1,61%       |
| Југословени  | Југословени  |             | 1           | 0,23%       |
| неопредељени | неопредељени |             | 1           | 0,23%       |
| регион. опр. | регион. опр. |             | 1           | 0,23%       |
| непознато    | непознато    |             | 25          | 5,76%       |
| укупно: 434  |              |             |             |             |